# Broughton Island, British Columbia
Broughton Island är en ö i Kanada.   Den ligger i Regional District of Mount Waddington och provinsen British Columbia, i den sydvästra delen av landet, 3 800 km väster om huvudstaden Ottawa. Arean är 182 kvadratkilometer.
Terrängen på Broughton Island är lite kuperad. Öns högsta punkt är 563 meter över havet. Den sträcker sig 14,2 kilometer i nord-sydlig riktning, och 27,8 kilometer i öst-västlig riktning.
I omgivningarna runt Broughton Island växer i huvudsak barrskog. Trakten runt Broughton Island är nära nog obefolkad, med mindre än två invånare per kvadratkilometer.